# Сан Ђорђо Морђето
Сан Ђорђо Морђето (итал. San Giorgio Morgeto) је насеље у Италији у округу Ређо ди Калабрија, региону Калабрија.
Према процени из 2011. у насељу је живело 2938 становника. Насеље се налази на надморској висини од 303 м.

## Становништво
Према резултатима пописа становништва 2011. у општини је живело 3.158 становника.
| 1931. | 1936. | 1951. | 1961. | 1971. | 1981. | 1991. | 2001. | 2011. |
| ----- | ----- | ----- | ----- | ----- | ----- | ----- | ----- | ----- |
| 6.536 | 5.908 | 6.181 | 5.451 | 4.570 | 4.046 | 3.764 | 3.384 | 3.158 |

## Партнерски градови
- Аоста
- San Luka